# Идеальная монета
Идеальная или банковская (банковая) монета — условная монета, не существующая в реальном виде и соответствующая определённой массе драгоценного металла (как правило, золота или серебра) или чистому весу лучшей из обращающихся на рынке монет.

## Примеры идеальных монет
Типичными примерами идеальных монет являются банковский (банковый) флорины Амстердамского банка, а также банкоталер и банкомарка Гамбургского банка.
Созданный в 1609 году Амстердамский банк установил неизменную счётную единицу, равнявшуюся 211,91 аса чистого серебра и называвшуюся банковым флорином, в которой и велись все учётные и расчётные банковские операции. Гамбургский банк для ведения операций с 1619 года использовал счётную единицы, условное содержание серебра в которой соответствовало чистому весу рейхсталера, то есть 25,98 грамма. Находившиеся в обращении реальные монеты пересчитывались в банкоталеры пропорционально их металлическому содержанию. Один банкоталер был равен 3 банкомаркам, 48 банкошиллингам или 486 банкопфеннигам.

## Идеальная и счётная монета
Понятие «идеальная монета» близко по значению термину «счётная монета». Но для счётной монеты приоритетным является содержащееся в ней число монет более мелких номиналов, а не их общий вес. То есть при изменении содержания серебра в более мелких монетах счётная монета будет по-прежнему включать то же их число, но будет эквивалента меньшему весу чистого серебра. Для идеальной монеты константой является чистый вес содержащегося в ней драгоценного металла, а не число эквивалентных ей мелких монет. То есть при изменении содержания серебра в более мелких монетах его содержание в идеальной монете не изменится, но она будет эквивалента большему числу мелких монет.